# Willy Claes
Willem Werner Hubert "Willy" Claes (Hasselt, 24 de novembre de 1938), és un polític belga, que fou secretari general de l'OTAN entre 1994 i 1995. Va ser membre del Partit Socialista.
Va començar la seva carrera política a l'ajuntament de Hasselt. El 1968 va formar part del parlament nacional. El 1972, va ser ministre d'educació. Entre 1973 i 1992, va ser ministre d'afers econòmics de Bèlgica en tres ocasions no consecutives. També va exercir el càrrec de viceprimer ministre en cinc ocasions, i va ser un important negociador en la formació de coalicions dels governs dels anys 80.
Claes va ser ministre d'afers exteriors de Bèlgica des de 1992 fins a 1994, i secretari general de l'OTAN des de 1994 fins a 1995, quan es va veure obligat a dimitir a causa d'acusacions de corrupció relacionades amb contractes d'helicòpters Agusta aprovats per ell quan era ministre d'assumptes econòmics.
Per aquest afer fou condemnat el 1998, i perdé el dret de vot durant cinc anys.